# كرايغ جونز (لاعب كريكت)
كرايغ جونز (13 أبريل 1978 - ) (بالإنجليزية: Craig Jones)‏ هو لاعب كريكت أسترالي.

## وصلات خارجية
- كرايغ جونز على موقع إي آس بي آن كريك إنفو (الإنجليزية)